# Calumma malthe
Espèce
Synonymes
- Chamaeleo malthe Günther, 1879

Statut de conservation UICN

 LC  : Préoccupation mineure
Statut CITES
Calumma malthe est une espèce de sauriens de la famille des Chamaeleonidae.

## Répartition
Cette espèce est endémique de Madagascar.

## Publication originale
- Günther, 1879 : Description of four new species of Chamaeleon from Madagascar. Proceedings of the Zoological Society of London, vol. 1879, p. 148-150 (texte intégral).